# Landesamt für Kultur und Denkmalpflege Mecklenburg-Vorpommern

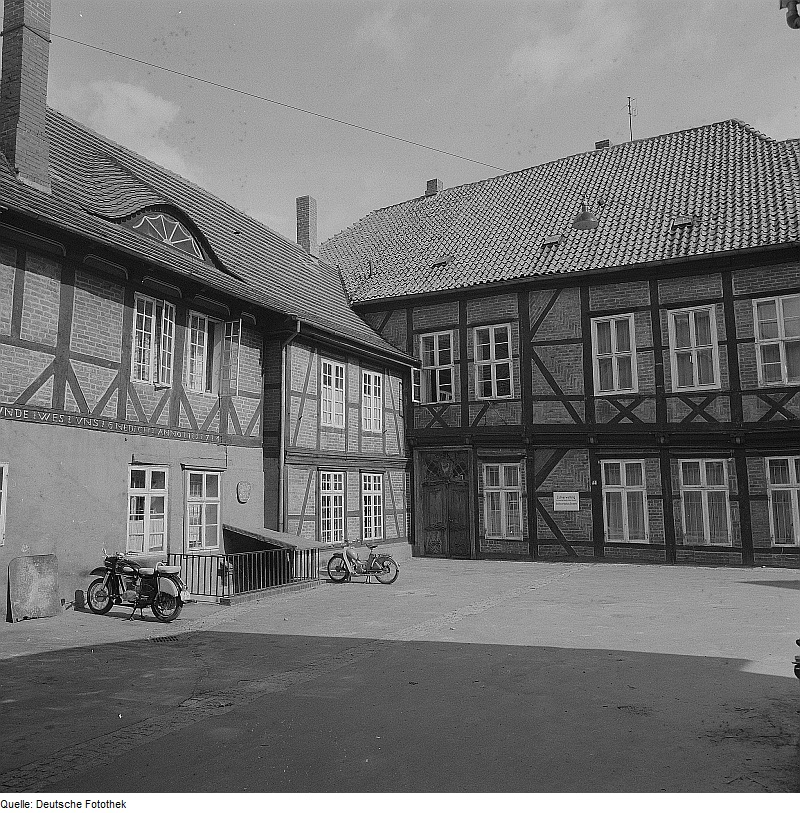
Landesamt im Domhof um 1960

Das Landesamt für Kultur und Denkmalpflege (LAKD), Schwerin, Domhof 4/5, ist die Behörde für Aufgaben der Pflege des Kulturerbes im Bundesland Mecklenburg-Vorpommern. Das Dienstgebäude ist ein Baudenkmal in Schwerin.

## Struktur

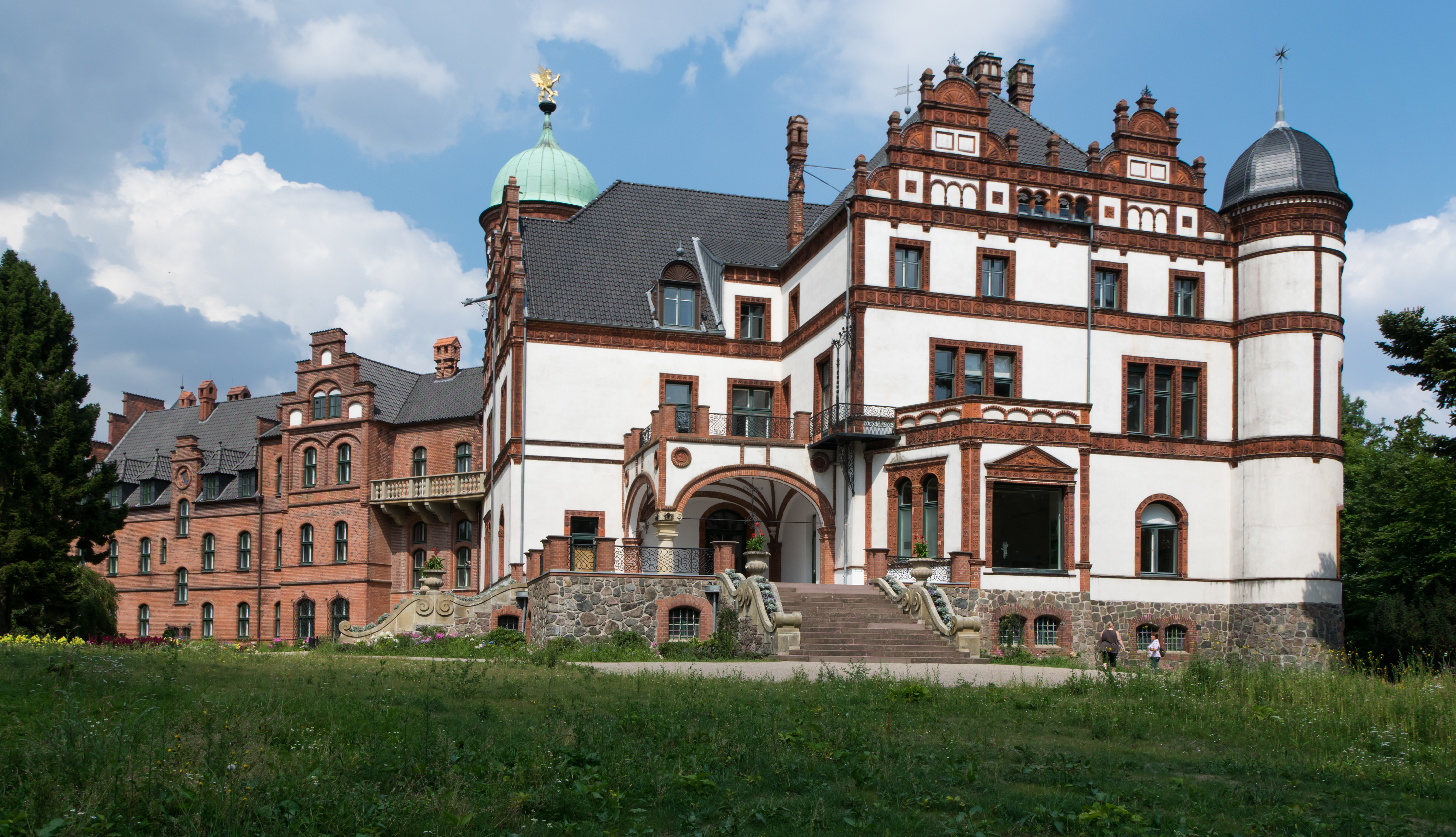
Schloss Wiligrad, Sitz der Abteilung Landesarchäologie

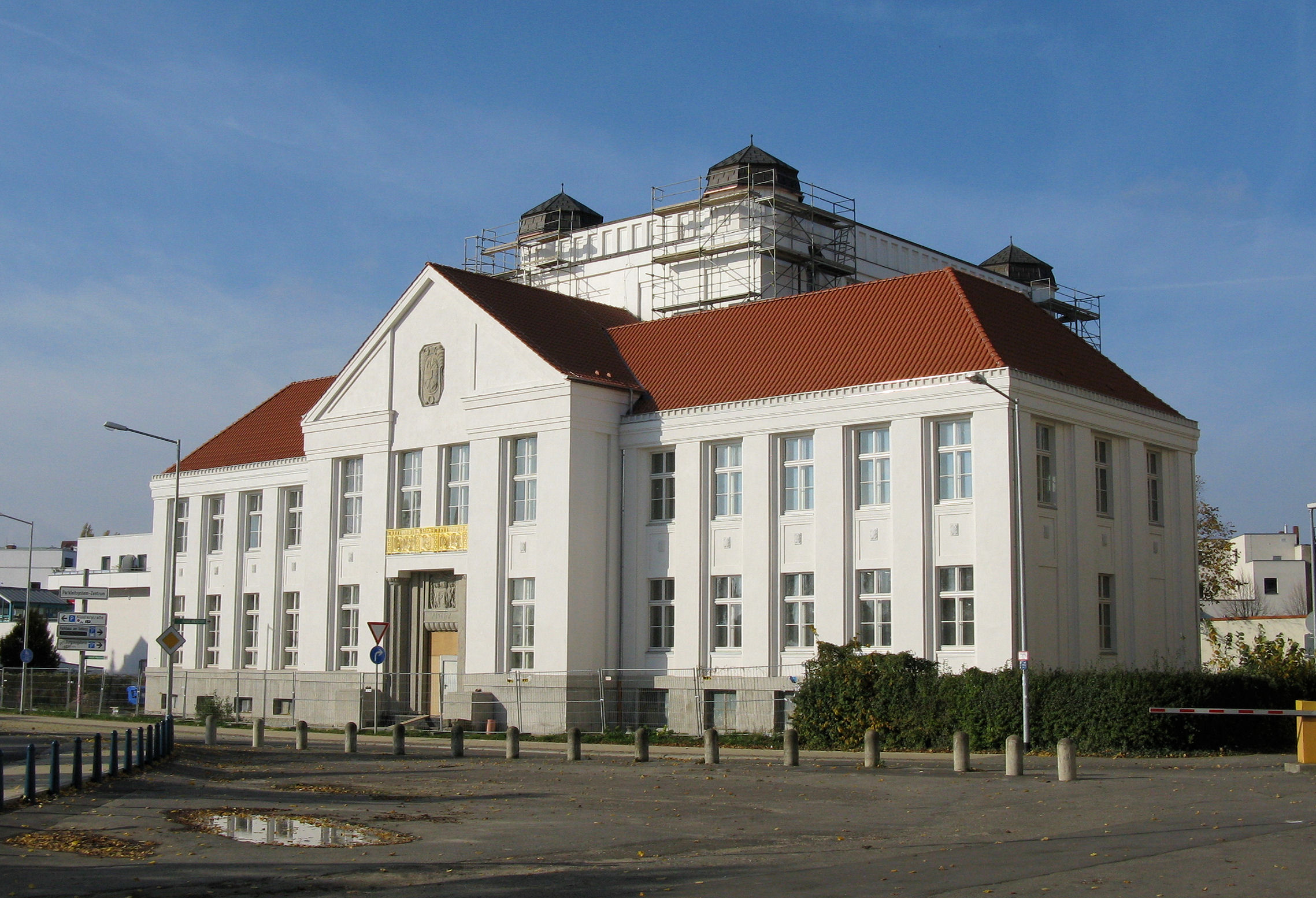
Landeshauptarchiv

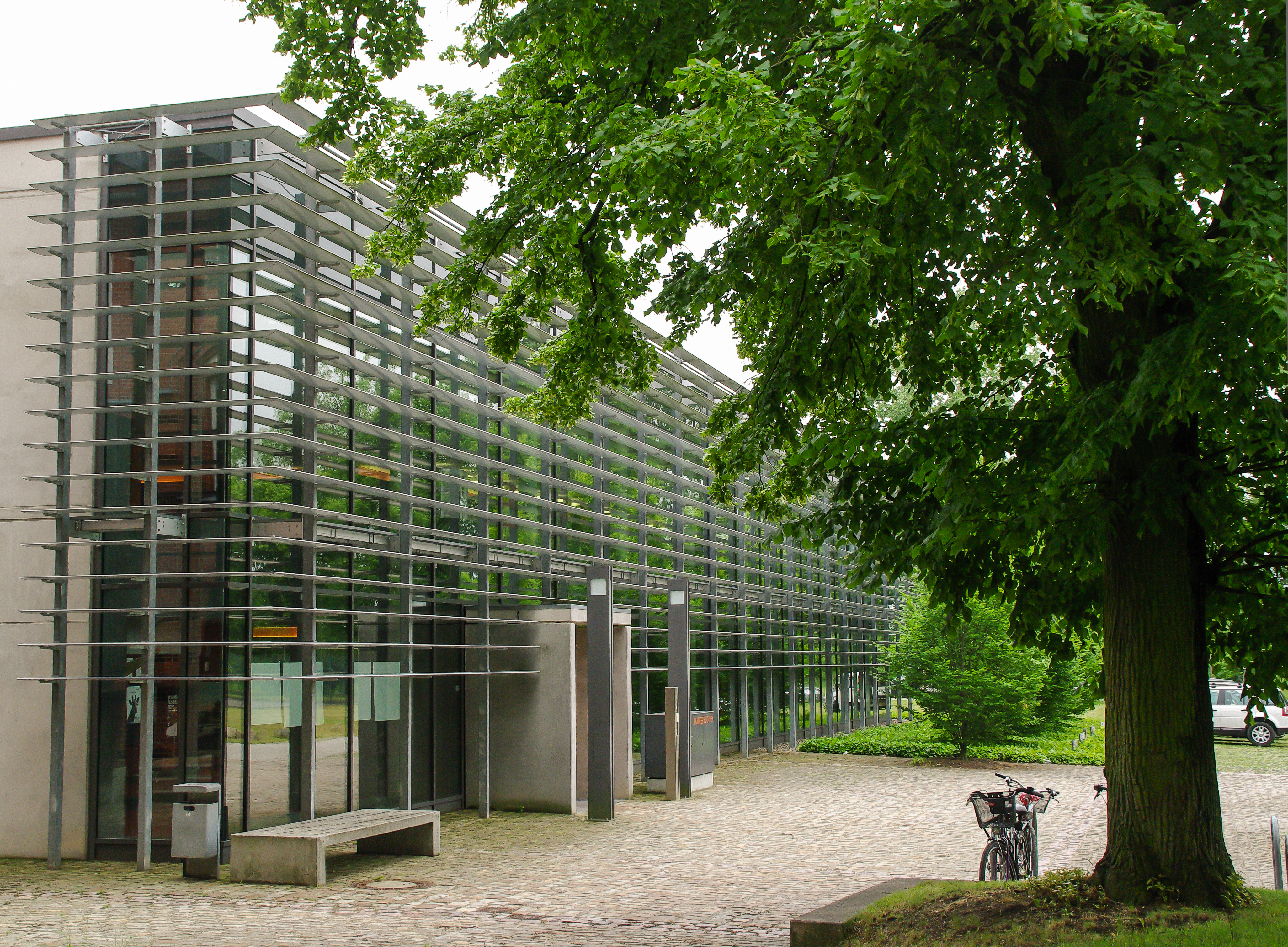
Landesbibliothek

### Aktuelle Struktur
Das Landesamt besteht seit 2006 aus folgenden Bereichen:
- Landesarchäologie – Landesarchäologe Detlef Jantzen, Vertretung Lars Saalow
  - Archäologisches Kulturerbe, mit archäologischen Denkmalen (Bodendenkmale), Welterbe, Ausgrabungen
  - Museen mit Archäologischem Freilichtmuseum Groß Raden, Museum für Unterwasserarchäologie in Sassnitz, ein Landesmuseum fehlt
  - Archäologisches Archiv, Ortsakten, Funddepots, Restaurierung und Konservierung
- Landesdenkmalpflege – Landeskonservator N.N.
  - Untergliedert in die Dezernate Inventarisation und praktische Denkmalpflege
  - bisherige Landeskonservatoren:
    - Ewa Prync-Pommerencke (2006–2010)
    - Klaus Winands (2011 bis 31. Oktober 2014)
    - Dirk Handorf (kommissarisch) (1. November 2014 bis 31. Juli 2019)
    - Ramona Dornbusch (bis 30. Juni 2025)
- Landesarchiv – Leiter René Wiese (seit 1. April 2025).
  - Landeshauptarchiv Schwerin
  - Landesarchiv Greifswald (für Bereich Vorpommern)
- Landesbibliothek, Direktor: Matthias Wehry (seit 1. Oktober 2024)
- Verwaltung – Leiterin Jana Krüger (seit 1. April 2025)

### Vor der Umstrukturierung
Vor der Strukturänderung bestanden folgende Bereiche bzw. Ämter:
- Landesamt für Denkmalpflege (nach 1952 bis 1990 Institut für Denkmalpflege Schwerin – zuständig für die drei Nordbezirke der DDR)
  - mit den Landes-, dann Chef- und ab 1990 wieder Landeskonservatoren:
    - Paul Viering (1946–1948)
    - Heinz Mansfeld (1949–1952)
    - Walter Ohle (1956–1971 †)
    - Serafim Polenz (1971–1990)
    - Dieter Zander (1990–2002)
    - Dorotheus Graf Rothkirch (2002), kommissarisch
    - Friedrich Lüth (2003–2006)
- Landesamt für Bodendenkmalpflege mit Archäologischem Landesmuseum im Schweriner Schloss
  - Landesarchäologe Friedrich Lüth (1992–2006)
- Landesbibliothek Mecklenburg-Vorpommern
- Landeshauptarchiv Schwerin und Landesarchiv Greifswald

Die Aufgaben werden heute durch die Denkmalpflege (Boden- und Baudenkmale) in den unteren Denkmalschutzbehörden der Kreise angesiedelt, die den jeweiligen Baudezernaten zugeordnet sind. Die Landesarchäologie unterhält Außenstellen in Neubrandenburg und Stralsund.
Für die Denkmalpflege wirken in der Tradition der Denkmalpflege der DDR für die Gemeinden mehrere hundert ehrenamtliche Denkmalpfleger mit.

## Geschichte
Für den Denkmalschutz in Mecklenburg galten nach 1945 die bestehenden Denkmalschutzregelungen des Landes. Es gab bis 1952 das Landesamt für Denkmalpflege. Mit der Auflösung der Länder in der DDR wurde die Aufgabe beim Ministerium für Kultur in Berlin zentralisiert. Die Aufgaben der Denkmalpflege (Boden- und Baudenkmale) wurde von den Abteilungen Kultur der Räte der Kreise und Bezirke wahrgenommen. Von 1952 bis 1990 gab es das Institut für Denkmalpflege Schwerin, zuständig für die drei Nordbezirke der DDR, welches die Bezirks- und Kreisräte bei der Erstellung ihrer Bezirks- und Kreisdenkmallisten unterstützten.

Die Archive bestanden unter dem Namen Staatsarchive in Schwerin und Greifswald.
Nach der Wende wurde 1990 das Landesamt für Denkmalpflege und das Landesamt für Bodendenkmalpflege durch das Kultusministerium eingerichtet.
Die Behörde wurde am 1. Januar 2006 mit Amtssitz Schwerin eingerichtet und führt die bisherigen Kulturbehörden Landesamt für Denkmalpflege, Landesamt für Bodendenkmalpflege mit Archäologischem Landesmuseum, Landesbibliothek Mecklenburg-Vorpommern, Landeshauptarchiv Schwerin und das Landesarchiv Greifswald in einer einzigen Behörde zusammen.
Es gibt kein Landesmuseum für den Bereich Archäologie, sondern die beiden Museen in Groß Raden (Ortsteil von Sternberg) und Saßnitz. Viele Regional- und Heimatmuseen haben archäologische Bestände als Dauerleihgaben des Landesamtes.

Gegenwärtig gibt es eine Bürgerinitiative ausgehend von den ehrenamtlichen Denkmalpflegern mit der Forderung an die Landesregierung ein archäologisches Landesmuseum zu realisieren. Dazu wurde eine Unterschriftensammlung als Volksbegehren gestartet.

## Gebäude

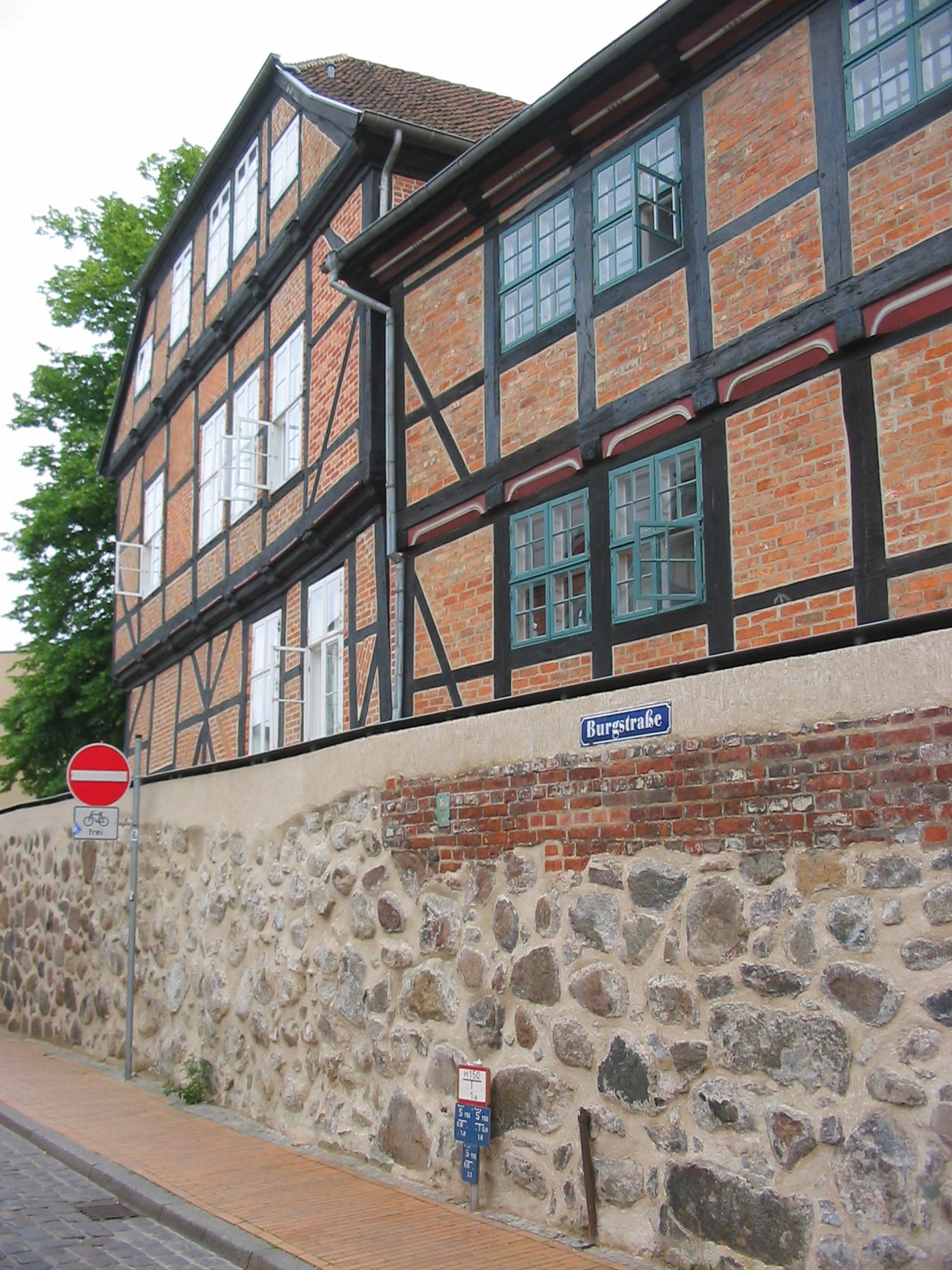
Burgstraße: Stadtmauerreste, links Hauptgebäude, rechts Anbau

Das denkmalgeschützte zweigeschossige Fachwerkhaus Domhof 4/5 aus der Renaissance soll wahrscheinlich der älteste oder zweitälteste Profanbau in Schwerin sein. Es ist inschriftlich auf 1574 datiert; dendrochronologische Holzuntersuchungen verweisen auf 1572. Mit dem Gebäude Puschkinstraße 36 ist ein zeitgleicher, möglicherweise aber auch älterer Bau erhalten.

Reste der ehemaligen Stadtmauer befinden sich auf der Seite der Burgstraße und bilden hier das Fundament der Seitenwände.

Für Domhof 4/5 wurde nachgewiesen, dass die dort errichteten Häuser 1567 im Besitz der Familie von Halberstadt waren.
Am Domhof 6 steht das ehemalige Remisengebäude als Seitenflügel und Anbau aus dem 19. Jahrhundert.